# تاویروسور
تاویروسور (نام علمی: Taveirosaurus) نام یک سرده از راسته پرنده‌کفلان است.